# Ervália
Ervália es un municipio brasilero del estado de Minas Gerais. Su población estimada en 2007 era de 18.102 habitantes.

## Localización
Mesorregión de la Zona del bosque, Sudeste minero. Carreteras de acceso:
- Br356 52 km de Muriaé
- Br120 65 km de Ubá
- 38 km de Viçosa

## Geografía

### Hidrografía
- Cuenca del río Paraíba del Sur
- Cuenca del río Doce

### Economía
Se destaca en la producción de café en el área agrícola, confección de ropas en el área industrial y posee un comercio diversificado.

## Turismo
Está en una región montañosa con importancia para el Parque Ecológico del Brigadier, una de las últimas reservas de la Mata Atlántica en Minas Gerais.